# Cantó de Brageirac-1
El cantó de Brageirac-1 és un cantó francès del departament de la Dordonya, situat al districte de Brageirac. Compta amb una part del municipi de Brageirac.

## Municipis
- Brageirac

## Història
| Data d'elecció                           | Identitat          | Partit | Qualitat |
| ---------------------------------------- | ------------------ | ------ | -------- |
| 1967-1976                                | Louis Pimont       | PS     |          |
| 1976-1989                                | Michel Manet       | PS     |          |
| 1989-1992                                | Christophe Manet   | PS     |          |
| 1992-1998                                | Katherine Traissac | UDF    |          |
| 1998-                                    | Dominique Rousseau | PS     |          |
| les dades anteriors no són pas conegudes |                    |        |          |
|                                          |                    |        |          |

## Demografia
| 1962 | 1968 | 1975 | 1982 | 1990   | 1999   | 2006   |
| ---- | ---- | ---- | ---- | ------ | ------ | ------ |
| -    | -    | -    | -    | 20.539 | 20.072 | 21.508 |